# 세키 미레이
세키 미레이(일본어: 関 美怜 せき みれい[*], 2006년 7월 21일 ~ )는 일본의 배우이다. 홋카이도 삿포로시 출신이다.